# Camelia Ceasar
Camelia Ceasar (n. 13 decembrie 1997, Bacău, România) este o fotbalistă profesionistă română care joacă ca portar la clubul italian AS Roma din Serie A și la naționala feminină a României.

## Tinerețe
Camelia Ceasar s-a născut în Bacău, România, iar părinții ei au ales să se mute în Italia când ea avea 5 ani. La scurt timp după ce au ajuns în Italia, Camelia a început să își arate interesul față de fotbal.

## Cariera de club

### Cariera timpurie
Ceasar și-a început cariera de tineret cu Torino în 2008, dar se antrena deja cu clubul de câteva luni, purta tricoul cu numărul 9 și juca în atacul formației. Din întâmplare, ea a fost selectată să joace ca portar la antrenament și ulterior i s-a oferit un contract de tineret cu clubul.
Ceasar a făcut saltul la echipa de seniori a lui Torino în sezonul 2012-13 la vârsta de 13 ani, devenind în scurt timp portarul titular al echipei. În ciuda performanțelor sale în poartă, Torino nu a făcut față în Serie A și, în cele din urmă, a terminat pe ultimul loc în clasament, retrogradând în divizia a doua italiană. Cameliei i s-a oferit șansa de a rămâne în fotbalul italian de top atunci când a semnat cu Brescia lui Milena Bertolini pentru sezonul 2013-2014.

### Brescia
Experiența aceasta a fost de mare folos pentru ea, reușind să își dezvolte calitățile în mediul „generației de aur” din Brescia a tinerelor talente fotbalistice italiene. A încheiat primul sezon cu clubul ca câștigătoare a Scudetto, cu cele 14 apariții în poartă ale lui Caesar ajutând Brescia să câștige titlul în Serie A. Ceasar a continuat să pună presiune pe portarul echipei naționale a Italiei Chiara Marchitelli pentru rolul de portar titular al echipei, în timpul șederii de cinci ani la club.
În ultimul ei sezon cu Brescia, Ceasar a obținut multe aprecieri pentru salvarea unui penalty într-un joc derby împotriva lui Mozzanica, care a ajutat-o pe româncă să termine anul calendaristic 2017 ca favorită a postului de titular al echipei antrenate de Gianpiero Piovani în acel sezon. Ceasar a susținut că atmosfera de familie, calitatea tehnică și calitățile interpersonale din jurul clubului drept motivele succesului continuu al echipei Brescia. 

### AC Milan
În ciuda succesului ei din ce în ce mai mare în Serie A, Ceasar a fost nevoită să părăsească echipa după ce Brescia și-a vândut dreptul de a participa în prima ligă a Italiei către clubul nou francizat AC Milan în vara anului 2018. Ceasar a fost unul dintre numeroasele nume de la Brescia care și-au văzut drepturile de joc transferate la AC Milan pentru sezonul 2018-19 din Serie A, unde Ceasar s-a trezit a doua alegere sub îndrumarea antrenorului de la Milan, Carolina Morace. Confruntată cu lipsa timpului de joc în nordul Italiei, Ceasar a ales să semneze pentru Roma în vara lui 2019, alături de fosta coechipieră de la Milan, Manuela Giugliano. 

### AS Roma
La Roma, Ceasar s-a confruntat cu provocarea familiară de a reuși să scoată un portar internațional al Italiei din primul unsprezece al echipei, împărțind timpul de joc cu portarul și vicecăpitanul favorit al Romei, Rosalia Pipitone, acumulând un total de 13 apariții în campionat pentru Roma în sezonul 2019-20. Și-a folosit timpul de joc pentru a se remarca, reușind să apere mai multe lovituri de la 11 metri, inclusiv una împotriva Fiorentinei în ianuarie 2020, care a ajutat-o pe Roma să câștige un punct împotriva rivalilor din Serie A.  De asemenea, Ceasar a încheiat acel sezon declarând în mod deschis că se simte excelent la Roma, sugerând că este fericită să continue să joace pentru club.  Atât Roma, cât și Ceasar au confirmat că sentimentul este reciproc în anul următor, Ceasar semnând o prelungire a contractului în aprilie 2021. 
În cel de-al doilea sezon cu Roma, Ceasar a fost în competiție pentru locul de portar titular cu portarul internațional italian Rachele Baldi, iar Ceasar a fost din nou limitată la 13 apariții în campionat în sezonul 2020-21, dar a avut un procentaj mai bun decât Baldi.  Ceasar și-a pecetluit reputația de expertă în salvarea penalty-urilor atunci când a ajutat-o pe Roma să câștige finala Coppa Italia 2021 împotriva fostului său club, AC Milan, la loviturile de departajare. 
Ceasar a salvat două penalty-uri la loviturile de departajare și a luat premiul MVP al sponsorului competiției TIMVision pentru finala Coppa Italia. Ceasar a obținut și premiul Jucătoarea lunii a Asociației Jucătorilor de Fotbal din Italia în mai 2021. 